# Kizman

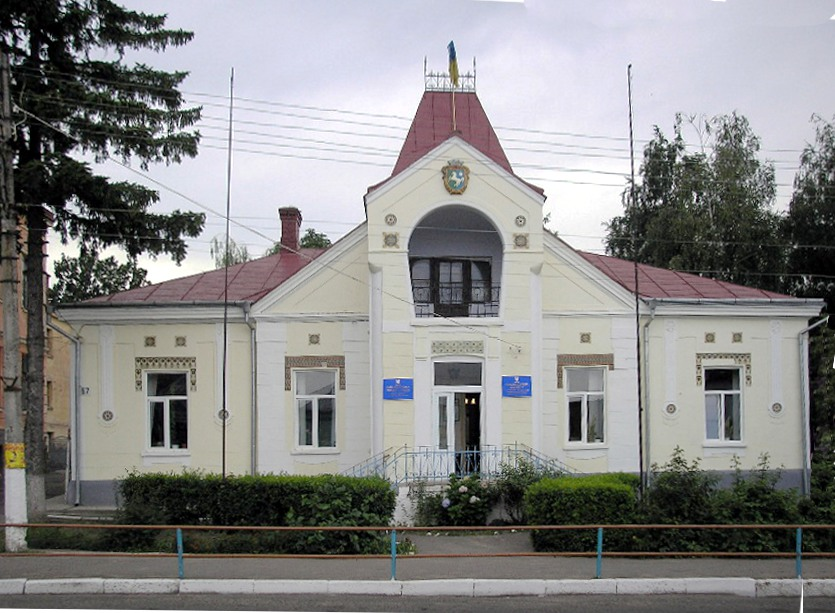
Haus der Stadtverwaltung in Kizman

Kizman (ukrainisch Кіцмань; russisch Кицмань, deutsch Kotzman[n], rumänisch Cozmeni – Coţmani oder Chiţmani, polnisch Kicmań) ist eine ehemalige Rajonshauptstadt in der ukrainischen Oblast Tscherniwzi. Sie liegt nördlich des Pruths, etwa 20 km nordwestlich von Czernowitz.

## Etymologie
Der Name Kizman leitet sich vom rumänischen bzw. moldawischen Nachnamen Cozma ab und hatte die Bedeutung Siedlung der Cozma-Sippe. Die Bildung eines Dorfnamens aus einem bestehenden Namen durch Hinzufügen des Suffixes „-eni“ ist im rumänischsprachigen Raum weit verbreitet. Nach der Habsburger Annexion war es für die deutschsprachige Verwaltung einfacher, die Endung „-mann“ zu verwenden.
Nach anderen Interpretationen stammte der alte Nachname Kitzman/Kotzman (und Varianten davon) aus der jüdischen Kultur, die in Teilen der Westukraine allmählich häufiger wurde. Der Name leitet sich von hebräischen Wurzeln ab und verkürzt den Ausdruck kohen Tsedek („Priester der Gerechtigkeit“).

## Geschichte
Die Stadt wurde 1413 zum ersten Mal schriftlich erwähnt. Sie gehörte ab 1774 zu Österreich-Ungarn und lag bis 1918 im Kronland Bukowina.
1798 bekam sie das Stadtrecht zugesprochen und war im Kaiserreich Sitz der Bezirkshauptmannschaft für den Bezirk Kotzman und des Bezirksgerichts für den Gerichtsbezirk Kotzman. Nach dem Ende des Ersten Weltkriegs kam die Stadt zu Rumänien (im Kreis Cernăuți). In der Stadt selbst lebte eine signifikante deutschsprachige Minderheit. Noch 1930, als infolge der Zugehörigkeit zu Rumänien der Anteil der deutschsprachigen in der Bukowina stark rückläufig war, gaben 26,5 % der Bevölkerung der Stadt Deutsch als Muttersprache an, gegenüber 66,9 % Rumänisch.
Im Zuge der Annexion der Nordbukowina am 28. Juni 1940 wurde die Stadt ein Teil der Sowjetunion (von 1941 bis 1944 wiederum zu Rumänien) und ist seit 1991 ein Teil der Ukraine.

## Verwaltungsgliederung
Am 8. August 2017 wurde die Stadt zum Zentrum der neu gegründeten Stadtgemeinde Kizman (Кіцманська міська громада/Kizmanska miska hromada). Zu dieser zählen auch die 10 in der untenstehenden Tabelle aufgelistetenen Dörfer; bis dahin bildete sie die Stadtratsgemeinde Kizman (Кіцманська міська рада/Kizmanska miska rada) im Rajon Kizman.
Seit dem 17. Juli 2020 ist der Ort ein Teil des Rajons Tscherniwzi.
Folgende Orte sind neben dem Hauptort Kizman Teil der Gemeinde:
| Name                     | Name       | Name                      | Name           | Name           |
| ukrainisch transkribiert | ukrainisch | russisch                  | rumänisch      | deutsch        |
| ------------------------ | ---------- | ------------------------- | -------------- | -------------- |
| Dawydiwzi                | Давидівці  | Давидовцы (Dawidowzy)     | Davideşti      | Dawidestie     |
| Hawryliwzi               | Гаврилівці | Гавриловцы (Gawrilowzy)   | Gavrileşti     | Hawrylestie    |
| Iwankiwzi                | Іванківці  | Иванковцы (Iwankowzy)     | Ivancăuţi      | Iwankoutz      |
| Kliwodyn                 | Кліводин   | Кливодин (Kliwodin)       | Clivodin       | Kliwodin       |
| Laschkiwka               | Лашківка   | Лашковка (Laschkowka)     | Nouă Laşchiuca | Neu Laschkówka |
| Oschychliby              | Ошихліби   | Ошихлебы (Oschichleby)    | Oşehlib        | Oschechlib     |
| Schypynzi                | Шипинці    | Шипинцы (Schipinzy)       | Şipeniţi       | Schipenitz     |
| Suchowerchiw             | Суховерхів | Суховерхов (Suchowerchow) | Suhoverca      | Suchowerchów   |
| Waljawa                  | Валява     | Валява                    | Valeva         | Valava         |
| Wytyliwka                | Витилівка  | Витиловка (Witilowka)     | Vintileanca    | Witelówka      |

## Personen

### Söhne und Töchter der Stadt
- Ani Lorak (* 1978), ukrainische Sängerin
- Wolodymyr Iwasjuk (1949–1979), ukrainischer Schriftsteller und Dichter
- Roland Links (1931–2015), Germanist und Verlagsleiter in der DDR
- Salo von Weisselberger (1867–1931), rumänischer Politiker

### Ehrenbürger
- Oktavian Regner von Bleyleben (1866–1945), österreichisch-ungarischer Verwaltungsjurist[7]